# Joseph Franz von Jacquin
Joseph Franz von Jacquin   (Banská Štiavnica, 7 de febrer de 1766 - Viena, 4 de desembre de 1839) va ser un químic i botànic austríac. La seva abreviatura oficial d'autor botànic és "J.Jacq".

## Biografia
El seu pare Nikolaus Joseph von Jacquin li va introduir a les ciències naturals a una edat molt primerenca. Va estudiar medicina a Viena, on es va doctorar el 1788. Entre 1788 i 1791 va emprendre un viatge de recerca a Alemanya, França i Anglaterra en nom del kàiser Josep II. Com era costum en aquell moment al país, va heretar la càtedra del seu pare com a professor de botànica i química a la Universitat de Viena, que va ocupar des de 1797 fins a la seva jubilació el 1838. El 1834, l'emperador Francesc li va confiar la supervisió del jardí imperial del Palau Belvedere, que s'havia establert per a la flora austríaca. El 1820 va ser honrat amb el títol de conseller de govern, el 1838 amb la Creu de Cavaller de l'orde de Sant Esteve. Des de 1808 va ser membre corresponent de l'Acadèmia Bavaresa de les Ciències. El 1820 va ser elegit membre de l'Acadèmia Alemanya de Ciències Naturals Leopoldina.[1] El 1830 es va convertir en membre honorari de l'Acadèmia Prussiana de les Ciències.
La família Jacquin era amiga de Mozart, que va compondre el Kegelstatt Trio (KV 498) i la sonata per a piano a quatre mans KV 521 per a la germana de Josep Francesc, Francesca. Mozart va escriure per a si mateix z. B. Mente ti lascio, o figlia (KV 513). Jacquin es va casar amb l'aleshores famosa diletant de piano i estudiant de Mozart, Freiin Maria Barbara (Babette) von Natorp (1769-1844) i va dirigir un cercle musical amb ella. La parella va tenir una filla:
Isabella ⚭ 1810 Karl Franz Anton von Schreibers (1775–1852), director del Gabinet Imperial d'Història Natural